# Trzebiele (powiat szczecinecki)
Trzebiele – osada w Polsce położona w województwie zachodniopomorskim, w powiecie szczecineckim, w gminie Biały Bór, przy drodze krajowej nr 20 Stargard Szczeciński - Szczecinek - Gdynia.
W latach 1975–1998 wieś należała do woj. koszalińskiego.
Przez miejscowość przepływa Czernica, rzeka dorzecza Warty.

## Zabytki
- park dworski, pozostałość po dworze[3].